# Balade (Chopin)
Cele patru balade ale lui Frédéric Chopin sunt piesele de o singură mișcare pentru pian, compuse între 1831 și 1842. Ele sunt considerate a fi unele dintre cele mai provocatoare piese din repertoriul standard al pianului.
Termenul de baladă a fost folosit de Chopin în sensul unui balet interludiu sau o piesă de dans echivalentă cu vechiul italian ballata, însă termenul poate avea și conotații ale baladei eroice medievale, un cântec minstrel narativ, adesea de un personaj fantastic. Există elemente dramatice și de dans în utilizarea lui Chopin a genului și se poate spune că el este un pionier al baladei ca o formă muzicală abstractă. Se spune că cele patru balade că au fost inspirate de poemele lui Adam Mickiewicz.  Dar inspirația exactă pentru fiecare baladă individuală este neclară și controversată.
Deși baladele nu se potrivesc exact cu forma sonatei, "forma de baladă" creată de Chopin pentru cele patru balade este o varianta distinctă a formei pentru sonată cu discrepanțe specifice, cum ar fi reluarea oglinzii (prezentând cele două teme expoziționale în ordine inversă în timpul recapitulare). Baladele au influențat în mod direct compozitori precum Franz Liszt și Johannes Brahms , care, după Chopin, au scris balade proprii. 
Pe lângă împărtășirea titlului, cele patru balade sunt entități distincte unele de altele. Potrivit compozitorului și criticului muzical Louis Ehlert, "Fiecare baladă diferă în întregime de celelalte și au un singur lucru în comun - elaborarea lor romantică și noblețea motivelor lor ".  Teoreticienii moderni au arătat totuși că baldele au multe în comun, cum ar fi măsura (6/4 sau 6/8) și anumite practici formale precum reluarea oglinzii și întârzierea structurii dominante.
Cele patru balade se numără printre cele mai durabile dintre compozițiile lui Chopin și se desfășoară frecvent în concerte.  Au fost înregistrate de mai multe ori.

## Balada Nr. 1

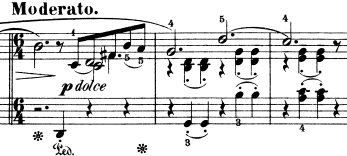
Tema principală a Baladei Nr. 1

Balada Nr. 1 în G minor, Op. 23, datează,după schițele realizate de Chopin, din 1831 în timpul șederii sale de opt luni la Viena. A fost terminată în 1835, după mutarea sa la Paris, unde a fost dedicată lui Baron Nathaniel von Stockhausen, ambasadorul hanoverian din Franța.  În 1836 Robert Schumann a comentat că "am primit o nouă baladă de la Chopin, pare a fi o lucrare mai apropiată de geniu (deși nu cea mai ingenioasă) și i-am spus că îmi place cel mai mult dintre toate compozițiile. După o tăcere destul de lungă, el a răspuns cu accent, "Sunt bucuros să aud acest lucru, deoarece  și mie îmi place cel mai mult și mi-e mai drag." 
Piesa începe cu o scurtă introducere, care, contrar credinței populare,  nu are legătură cu restul piesei. Scrisă în prima inversare a coarnei A ♭ major, ea este o coardă napolitană care implică o aură maiestuoasă, terminând într-un dissonant, chestionând coarda stânga D, G și E ♭ care nu este rezolvată decât mai târziu în piesă. Deși manuscrisul original al lui Chopin marchează în mod clar un E ♭ ca notă de vârf, coarda a provocat un anumit grad de controversă și, astfel, unele versiuni ale lucrării - precum ediția Klindworth - includ D, G, D ca o osie.  Secțiunea principală baladei este construită din două teme principale. Scurta introducere se estompează în prima temă, introdusă la măsura 8. După o elaborare, a doua temă este introdusă încet la măsura 68. Această temă este de asemenea elaborată. Ambele teme se întorc apoi în chei diferite, iar prima temă se întoarce în cele din urmă în aceeași cheie, deși cu un acompaniament modificat la stânga. Un ton fulminant introduce coda, marcată Presto con fuoco, la care armonia inițială a napolitană reapare în propulsie continuă dinamică înainte, care în cele din urmă încheie bucata într-o scară fierbinte de octavă dublă, rulată pe clape. În ansamblu, piesa este complexă din punct de vedere structural și nu este strict limitată la nici o formă particulară, ci include idei, în principal, din sonată și forme de variație.
O trăsătură distinctivă a Baladei Nr. 1 este semnătura sa de timp. În timp ce celelalte trei sunt scrise în strictă duple compus timp cu 6/8 semnătura de timp, Balada Nr. 1 poartă abateri de la aceasta. Introducerea este scrisă în măsura 4/4, și mai extins Presto con fuoco coda este scris în 2/2. Restul piesei este scris în 6/4, mai degrabă decât 6/8 care caracterizează celelalte. 
Balada Nr. 1 este prezentată pe coloana sonoră a filmului Pianistul, din 2002 , în care este jucat de Janusz Olejniczak. Apare și în filmul Impromptu din 1991; Chopin joacă această piesă atunci când este întrerupt de George Sand și o întâlnește pentru prima dată. Piesa a fost subiectul documentarului BBC 2012 Chopin Saved My Life.  Este citat în Simfonia nr. 21 a lui Mieczysław Weinberg ("Kaddish"). 
În 2010, editorul The Guardian, Alan Rusbridger, a dedicat un an de învățare Baladei Nr. 1 și a produs o carte despre experiența " Joacă-o din nou: Un amator împotriva imposibilului". 

## Ballada Nr. 2

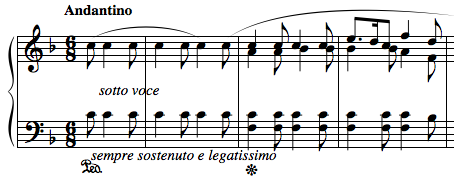
Barele de deschidere ale Baladei Nr. 2

Balada Nr. 2 în F major, Op. 38 , a fost compusă din 1836 până în 1839 în Nohant, Franța, și pe insula spaniolă din Mallorca. Robert Schumann, care și-a dedicat Kreisleriana, op. 16, lui Chopin, a primit în schimb această baladă. Piesa a fost criticată de câțiva pianiști și muzicologi proeminenți, inclusiv de dedicatul său Schumann, ca o lucrare mai puțin ingenioasă decât prima.  Există un anumit grad de dezacord cu privire la inspirația sa, cu afirmația adesea făcută că a fost inspirată de poemul lui Adam Mickiewicz Świtezianka, lacul Willis, dar această afirmație este neîntemeiată, iar Balada nr. 3 este uneori atribuită și acestei poezii. 
Ca și în cazul Baladei Nr. 3 și Nr. 4, Balada Nr. 2 este scrisă în timpul compusului duple (6/8). Se deschide liniștit pe dominanta tastei F major, cu Cs repetate atât pe mâna stângă cât și pe cea dreaptă. Acest lucru progresează rapid spre o melodie și dezvoltare, cu instrucțiunea de performanță sotto voce - literal "sub voce", sau "liniștit". Această secțiune se estompează cu mai multe repetate Ca și în mâna dreaptă. Următoarea secțiune a baladei, în contrast puternic cu prima, se deschide cu instrucțiunea de performanță Presto con fuoco - literal "foarte rapid cu foc". Este într-o cheie neobișnuită pentru o melodie secundară; în loc să fie în minorul paralel din F major, este mai degrabă într-un minor. Școlarul și biograful lui Chopin, Frederick Niecks, scrie despre aceasta: "Intrarea presto ... nu pare să țină cont de ceea ce precede, dar ceea ce auzim după ... justifică prezența prestației".  Piesa revine repede tempo-ului și stilului original, iar prima melodie este elaborată în continuare. Aici, Chopin încorporează variații ale melodiei care nu este prezentă în etapa inițială expoziționară a piesei. Această evoluție progresează până când tema Presto con fuoco este reintrodusă și recapitalizată în mod natural. De data aceasta, este elaborată și se termină brusc, până când tema este reluată încă o dată și piesa se estompează. Tema originală F majoră este reluată, dar acum în A Minor, cheia Presto; este astfel că piesa se termină, fără a reveni la cheia tonică. 

## Balada Nr. 3

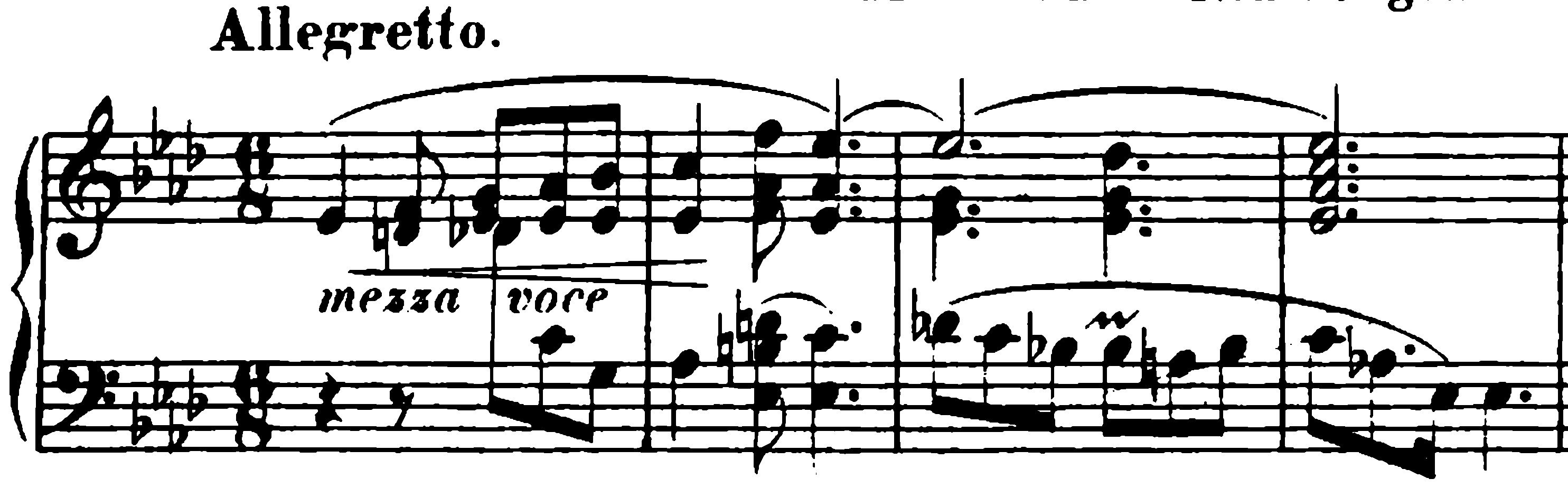
Barele de deschidere ale Baladeu Nr. 3

Balada nr. 3 în A ♭ major, Op. 47, a fost compusă în 1841 și a fost dedicată  lui Pauline de Noailles.  Inspirația pentru această Baladă este de obicei pretinde a fi Adam Mickiewicz cu poemul Undine,  cunoscut ca Świtezianka. , de asemenea , cunoscut sub numele de Świtezianka.  Există asemănări structurale cu " Raindrop Prelude ", care a fost inspirat de vremea din Mallorca în timpul vacanței dezastruoase a lui Chopin cu George Sand. Acestea includ un repetitiv ♭ care modulează într-un G ♯ în timpul C ♯ secțiunea minoră.
Forma acestei Balade este un arc: ABCBA coda. Prima temă A are două părți; prima parte este asemănătoare cu cântecul, iar cea de-a doua este de dans. Din cele patru balade, a treia baladă are cea mai strânsă structură. Această baladă utilizează, de asemenea, proceduri de dezvoltare care au succes în creșterea tensiunii. 
Balada se deschide cu o lungă introducere marcată dolce. Introducerea este tematică si nu are legătură cu majoritatea piesei, dar se repetă la încheierea și punctul culminant al lucrării. În urma introducerii, Chopin introduce o nouă temă într-o secțiune cu vocația de performanță mezza voce; această temă constă din Cs repetate în două octave sparte în mâna dreaptă. Această temă reapare trei momente diferite în baladă, de două ori pe C și o dată pe A ♭. Secțiunea "mezza voce" se dezvoltă în curând într-o secțiune furioasă F minor și se întoarce din nou la A ♭. Secțiunea "mezza voce" este repetată, urmând o nouă temă, care constă din legende de șaisprezecea notă leggiero. Următoarea întoarcere a temei octavei rupte este transpusă de la C la A ♭ (C repetate fiind acum A ♭ 's). Semnătura cheie trece apoi la C ♯ minor. Tema inițială "B" este apoi dezvoltată, de această dată folosind rularea cromatică rapidă, stânga, în mâna stângă, sub coarde mari în dreapta. Această temă construiește la un punct culminant prin repetarea rapidă a G rupt ♯octave (referindu-se la tema "mezza voce") cu fragmente ale temei "B" din mâna stângă. O retransmisie apare pe măsură ce dinamica construiește de la pian la forte. Figurația din mâna stângă este cromatică și constă din deschideri adesea mai mari decât o octavă. Semnătura cheie apoi se întoarce înapoi la A ♭ major. În secțiunea finală a arcului, tema "A" din introducere este repetată din nou în octave. Balada se termină cu o repetare a runurilor A ♭ leggiero și a unui al doilea arpeggio de mâna dreaptă. Patru acorduri asigură închiderea piesei.

## Balada Nr. 4
Balada nr. 4 în F minor, Op. 52, a fost compusă în 1842 la Paris și Nohant și revizuită în 1843. Lucrarea a fost dedicată baronetei Rothschild , soția lui Nathaniel de Rothschild , care l-a invitat pe Chopin să joace în reședința ei pariziană, unde l-a prezentat aristocrației și nobilimii. În prefața la ediția sa de balade a lui Chopin, Alfred Cortot susține că inspirația pentru această baladă este poemul lui Adam Mickiewicz , Trei Buduri , care spune despre trei frați trimiși de tatăl lor să caute comori și povestea întoarcerii lor cu trei mirese poloneze. 
O frază în dominantul major deschide cele șapte măsuri introductive și conduce la primul subiect al expunerii sonate-forme, o melodie cu colorare slavonă. Prima temă suferă patru transformări cumulative cu decorațiuni, contra-melodii, contrapunct, și o instalație de nocturna ca fioritura.  Dezvoltarea celei de-a doua temă și intercalarea ei cu prima amplifică complexitatea structurii muzicale și construiește tensiune. Prin interconectarea și, prin urmare, dezvoltarea simultană a celor două teme, Chopin combină efectiv utilizarea atât a formei sonate cât și a formei de variație.  Corpul piesei se încheie cu o serie de acorduri fortissimo accentuate , urmate de un calm momentan de cinci corzi pianissimo. Aceasta duce brusc într-o coda extrem de rapidă, turbulentă, scrisă în contrapunct exuberant. Balada structurală Nr. 4 este cu totul complicată. 
O trăsătură distinctivă a celei de-a patra baladă este natura ei contrapuntală. Contrapunctul se găsește doar sporadic în baladele Nr. 1 și Nr. 2. Cea de-a patra baladă este muzical mai subtilă decât celelalte trei, deoarece majoritatea porțiunilor sale rămân melancolice și profunde. Deși există unele izbucniri substanțiale în secțiunile centrale ale muzicii, coda își dezvăluie cel mai mare impuls.
Dintre cele patru balade, este considerată de mulți pianiști ca fiind cea mai dificilă, atât tehnic cât și muzical. 
Potrivit lui John Ogdon , "este cea mai înaltă, intensă și sublimă din toate compozițiile lui Chopin ... Este de necrezut că durează doar 12 minute, pentru că conține experiența unei vieți". 